# Hải Hưng, Hải Lăng
Hải Hưng là một xã thuộc huyện Hải Lăng, tỉnh Quảng Trị, Việt Nam. Định hướng đến năm 2040, xã trở thành phường thuộc thị xã Hải Lăng

## Địa lý
Xã Hải Hưng nằm ở phía bắc huyện Hải Lăng, có vị trí địa lý:
- Phía đông giáp xã Hải Ba
- Phía tây giáp xã Hải Quy và xã Hải Thượng
- Phía nam giáp thị trấn Diên Sanh và xã Hải Định
- Phía bắc giáp huyện Triệu Phong.

Xã Hải Hưng có diện tích 19,19 km², dân số năm 2018 là 8.042 người, mật độ dân số đạt 419 người/km².

## Hành chính
Xã Hải Hưng được chia thành 6 thôn: Kinh Duy, Lam Thủy, Thi Ông, Thuận Chánh An, Trà Lộc, Trà Trì Phú.

## Lịch sử
Địa bàn xã Hải Hưng hiện nay trước đây vốn là hai xã Hải Xuân và Hải Vĩnh thuộc huyện Hải Lăng.
Trước khi sáp nhập, xã Hải Xuân có diện tích 8,32 km², dân số là 3.998 người, mật độ dân số đạt 479 người/km², có 5 làng: Trà Lộc, Trà Trì, Duân Kinh, Phú Xuân, La Duy, trong đó làng Phú Xuân là làng nhỏ nhất và có nguồn gốc từ cố đô Huế. Xã Hải Vĩnh có diện tích 10,87 km², dân số là 4.054 người, mật độ dân số đạt 373 người/km².
Ngày 17 tháng 12 năm 2019, Ủy ban Thường vụ Quốc hội ban hành Nghị quyết 832/NQ-UBTVQH14 về việc sắp xếp các đơn vị hành chính cấp xã thuộc tỉnh Quảng Trị (nghị quyết có hiệu lực từ ngày 1 tháng 1 năm 2020). Theo đó, sáp nhập toàn bộ diện tích và dân số của hai xã Hải Xuân và Hải Vĩnh thành xã Hải Hưng.

## Du lịch
Làng Trà Lộc là đất hiếu học với dòng họ Lê nổi tiếng nhất cả nước, đồng thời nơi đây có Khu du lịch sinh thái Trằm.